# Casa-fàbrica Casas
La casa-fàbrica Casas és un edifici situat al carrer de Sant Pere Més Alt, 46 de Barcelona, catalogat com a bé cultural d'interès local.

## Història
La finca, originàriament formada per tres cases, fou malmesa pel setge del 1697 i el comerciant Llorenç Giralt i Fornells (†1734) va encarregar-ne la reconstrucció al mestre de cases Antoni Reit i al fuster Francesc Canals. El 1730, la seva filla Eulàlia Giralt i Galant (†1747), es va casar amb Josep Massanés i Pinyana (†1738), i el 1739 va vendre la finca a Clet Felip Vanderverkene, marquès de Vanderverkene i capità de granaders de les Guàrdies Valones. La seva vídua Maximiliana de Brodot es va casar en segones noces amb Pere Enric Descepaux, comte de Descepaux i també capità de les Guàrdies Valones, de qui també va enviudar.
A la seva mort el 1754, els seus marmessors Claudi Antoni de Brodot (que vivia a la casa), també capità de les Guàrdies Valones, i el doctor en drets Marià Seriol, s'encarregaren de fer l'inventari dels seus béns, incloent els mobles, roba i joies, que foren venuts en subhasta pública. També instituïren unes misses anuals en la seva memòria, administrades pel procurador i ciutadà honrat de Barcelona Feliu Rovira i Padró, que el 1778 va establir la finca en emfiteusi al seu col·lega Ramon Argila i Taraval (o Tarabal), amb l'obligació d'invertir-hi 3.000 lliures en obres en el termini de cinc anys. L'any següent, el nou propietari va encarregar al mestre de cases Joan Santananch i al fuster Jaume Tintorer la construcció d'una fàbrica d'indianes a l'hort, i el 1781 subestablí la propietat al comerciant Marià Rovira i Flor, que l'any següent va demanar permís per a tancar un dels portals amb reixa. El 1783, Rovira va ampliar la propietat amb l'adquisició d'una finca veïna del carrer de l'Argenter, mitjançant l'agnició de bona fe d'Argila de la venda que li havia fet el perxer i agent de negocis Francesc Oliva per 4.000 lliures, i el 1785 va demanar permís per a engrandir-ne el portal i aixecar el balcó del primer pis. El 1789, en nom de la societat Marià Rovira i Cia, va demanar permís per a posar estenedors i obrir una reixa al carrer de Sant Pere Més Alt.
Posteriorment, la propietat va passar a mans del fabricant d'indianes Marià Casas, que el 1807 va encarregar-ne al mestre de cases Josep Fiter la reforma i ampliació, amb la desaparició de l'antiga solana o porxada sota teulada del segon pis  i la remunta d'un tercer amb terrat. El 1816, el mateix Fiter s'encarregà de la remunta d'un quart pis a l'actual núm. 14 del carrer de l'Argenter.
El 1826, Joan Casas i Vilarrúbias, fill i hereu de Marià, va sol·licitar dues plomes d'aigua de la mina de Montcada per a la seva fàbrica. Segons el Padró General del 1829, la societat Marià Casas i Fill hi tenia una fàbrica d'estampats amb 16 taules. A la Guia de forasteros en Barcelona del 1842, hi figuraven com a comerciants i fabricants d'estampats, així com a propietaris d'un prat de blanqueig a Sant Martí de Provençals. El 1844, presentaren a l'exposició de Barcelona unes indianas de varios colores de las llamadas Julianas de Lámina, que tenien una amplada superior a l'ordinària: 36 polzades (78 cm) en lloc de 32 (69 cm). Aquell mateix any, els germans Joan i Domènec Casas i Vilarrúbias van subscriure 10 i 2 accions del nou Banc de Barcelona, respectivament.
El 1862, Marià Casas i Fill tenien una fàbrica d'estampats a Sant Martí de Provençals (anomenada Can Casas), on hi havia instal·lada una màquina de vapor que movia 2 cilindres d'estampar i una perrotina, amb 28 obrers, i uns prats de blanqueig veïns amb 25 operaris més. El magatzem i despatx eren a la casa del carrer de Sant Pere Més Alt.
Joan Casas fou succeït pel seu fill Ramon Casas i Jordà, casat amb Rosa Jover i Sans i que el 1863 va fer construir una residència d'estiueig a Alella. El 1869, l'empresa figurava a nom del seu fill Joaquim Casas i Jover, propietari de diverses patents per a estampar sobre batista i mocadors de llana, cotó i estam. El 1871, presentà a l'exposició organitzada per a inaugurar el nou edifici de la Universitat «una rica col·lecció d'indianes, adequades per a portar quan s'està de dol», i el 1888 guanyà una medalla d’or a l'Exposició Universal de Barcelona. A finals del segle xix, Casas i Jover es consolidà com una de les primeres empreses d'estampació catalanes, amb una capacitat de 6 milions de metres anuals.
Joaquim Casas morí sense descendència el 4 de juliol del 1900, i el negoci passà a mans de les seves germanes Camil·la i Elisa, casades respectivament amb el fabricant de paper Wenceslau Guarro i Menor i el banquer Leandre Jover i Peix. El despatx es va situar al carrer d'Alí Bei, 27 i 29, i l'empresa, constituïda el 1946 com a societat anònima, va perdurar fins a la segona meitat del segle xx. La casa del carrer de Sant Pere Més Alt era propietat de Camil·la, i a la seva mort el 1924, fou heretada per la seva filla Maria Guarro i Casas, que n'encarregà la reforma a Josep Puig i Cadafalch. Aquest hi afegí un cos de tres pisos paral·lel al carrer de l'Argenter a la part posterior de la parcel·la, coronat per una barana amb gerros ornamentals i dues xemeneies modernistes, així com tribunes en algunes de les finestres i balcons d'aquest i de la façana posterior, i també va dotar la façana principal d'esgrafiats al voltant de les obertures.

A mitjans del segle xx, l'edifici va ser adquirit per la família Pujol, que instal·laren als pisos principal i primer la fàbrica de fils de cosir i als baixos el magatzem de merceria de la societat anònima Manufactura Barcelonesa de Hilaturas. A principis del segle xxi, va ser rehabilitat per l'arquitecte Jordi Romeu, que hi va restituir els esgrafiats de la façana principal i va transformar una finestra en la porta de veïns, de manera que l'antiga entrada de carruatges va quedar integrada al local comercial del fons.

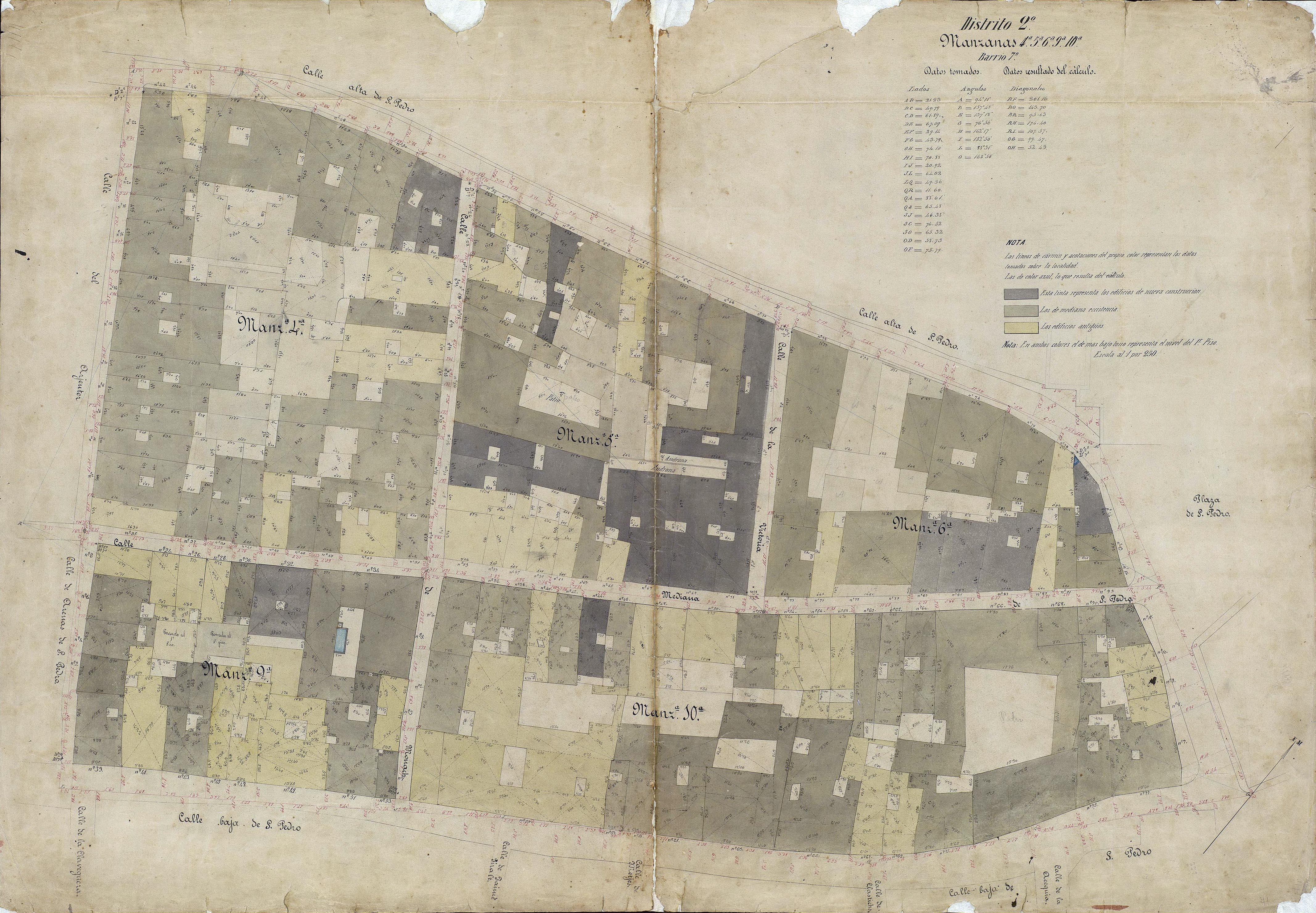
Quarteró núm. 41 de Garriga i Roca (c. 1860)

## Descripció
De grans dimensions, consta de planta baixa, principal, dos pisos més i un àtic enretirat de la façana. Als baixos s'obren quatre portals, la llinda dels quals toca amb la imposta que precedeix la planta principal. Una d'aquestes llindes té gravada la data 1699, any de construcció de l'edifici. Les obertures dels pisos no coincideixen en l'eix vertical amb els portals i no tenen una distribució simètrica, cosa que indica que pertanyen a la reforma posterior. Als dos extrems de la planta principal els balcons són de llosana de pedra, mentre que els altres tres són de rajoles amb motius florals i estructura de ferro, així com també ho són els tres del següent pis. Sobre les llindes de les obertures, rectangulars, destaquen els esgrafiats que simulen entaulaments arquitectònics clàssics, afegit a la reforma. La façana està coronada per una cornisa.